# Amorphoscelis pulchra
Amorphoscelis pulchra es una especie de mantis de la familia Amorphoscelidae.

## Distribución geográfica
Se encuentra en Costa de Marfil, Ghana, Camerún y el  Congo.